# Moderní ortodoxní judaismus

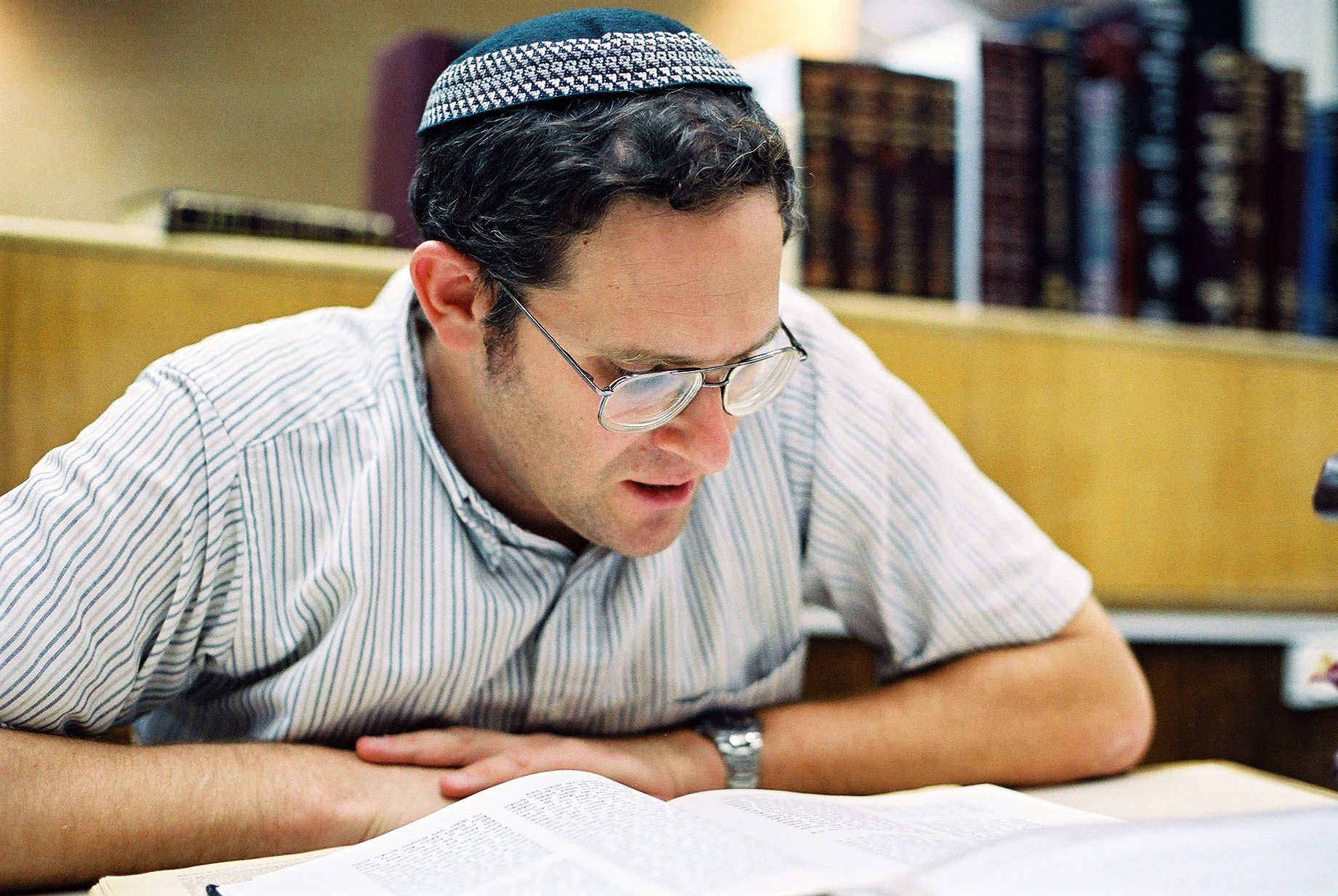
Rabbi Moše Lichtenstein je moderní ortodoxní rabín z ješivy Har Ecion na Západním břehu Jordánu

Moderní ortodoxní judaismus (též moderní ortodoxie) je hnutí ortodoxního judaismu, které se snaží o spojení tradičních židovských hodnot a dodržování židovského náboženského práva (halacha) se sekulárním, moderním světem.
Moderní ortodoxie je postavena na několika učeních a filosofiích. Ve Spojených státech a také obecně v západním světě je převážně centristická ortodoxie podepřena filozofií Tora Umada (Tora a věda). V Izraeli je moderní ortodoxie dominantně zastoupena náboženským sionismem. Nicméně i přesto, že tato hnutí nejsou identická, sdílejí mnoho stejných hodnot a mnoho stejných přívrženců.